# Циндао (пивоварня)
Пивоварня «Циндао» (кит.青島啤酒廠; 青岛啤酒厂 — Qīngdǎo píjiǔchǎng; англ. Tsingtao) — крупнейшая пивоваренная компания Китая. Основана в 1903 году германскими поселенцами и занимает сейчас 15 % внутреннего рынка страны. Пиво производится в Циндао, Шаньдун (и с недавних пор — на других пивоварнях, принадлежащих компании), но название пива использует старую транслитерацию Французского института Дальнего Востока. Современный логотип имеет изображение Чжань Цяо — известного пирса на южном берегу Циндао.

## История
Пивоварня Циндао основана компанией The Anglo-German Brewery Co. Ltd. — англо-германским акционерным обществом, расположенном в Гонконге и которое владело пивоварней до 1916. Основана 15 августа 1903 под названием Germania-Brauerei (пивоварня Германия) с оплаченным капиталом 400 000 мексиканских серебряных долларов, разделённый на 4000 акций по 100 долларов каждая.
Члены-основатели Наблюдательного Совета:
- Джон Прентис, SCFarnham, Boyd & Co., Ltd., Шанхай
- Александр МакЛеод, Gibb, Livingston & Co., Шанхай
- Райтсон, Fearon, Daniel & Co., Шанхай
- Max Slevogt, of Slevogt & Co., Шанхай
- Юрген Блок, H. Sietas & Co., Цюйфу

Директора
- Генрих Зайфарт (1904 — 25.11.1907)
- Эрнст Зимссен (25.11.1907 — 1914)

Пивовары
- Шустер (1904—1905)
- Мартин Веле (1906-1914)

Первое пиво было подано 22 декабря 1904.
16 августа 1916 в Шанхае произошла чрезвычайная главная встреча. Были назначены ликвидаторы и было решено, что компания будет продана фирме Dai-Nippon Brewery (которая в 1949 была объединена с Asahi Brewery, которая позже стала Sapporo Brewery). Японская военная администрация в Циндао одобрила ликвидацию 9 сентября 1916. Германский собственный капитал составлял 70 %. Германская доля цены продажи, принадлежащая акционерам, была в руках ликвидаторов к 2 апреля 1921.

### Национализация
После капитуляции Японии перед союзниками и отступления из Китая, пивоварня Циндао стала китайской пивоварней во владении семьи Тсуи, под контролем Националистического правительства в Наньдзине. Тем не менее, этот период владения продлился лишь до 1949 г., когда после гражданской войны была образована КНР. Вскоре после этого, в соответствии с коммунистической политикой, все акции, принадлежащие семье Тсуи, были конфискованы и компания перешла в государственную собственность.

### Приватизация
Компания была приватизирована в начале 90-х, а в 1993 объединилась с тремя другими пивоварнями в Циндао и окончательно была переименована в Tsingtao Brewery Company Limited. На сегодня 27 % компании находятся во владении Anheuser-Busch. Компании принадлежит пара других пивоварен в Китае, некоторые из них также производят пиво Циндао.
23 января 2009 Anheuser-Busch InBev огласила продажу 19,9 % акций компании Asahi Breweries за 667 миллионов долларов. Эта сделка сделала Асахи вторым крупнейшим владельцем Пивоварен Циндао после Tsingtao Brewery Group. У Anheuser-Busch InBev осталось 7 % акций компании. 9 мая 2009 Anheuser-Busch InBev продал их китайскому монополисту Ченю Фашу за 235 миллионов долларов.

## Сорта пива
Первоначально пиво Циндао варилось в соответствии с германским законом Reinheitsgebot ('Закон чистоты') 1516 года, т. е. единственными используемыми составляющими были вода, ячмень и хмель. После приватизации рецепт был изменен, так что сегодня пиво Циндао, как и многие другие виды пива, произведенные в Китае, содержат менее дорогие рисовые примеси к суслу.
Пиво Циндао, являющееся стандартным пилснером с содержанием алкоголя 4,7 % — «флагман» пивоварения, за которым числится наибольшая доля производства. 

Непастеризованная версия продается как Tsingtao Draft Beer.
Пивоварня также производит некоторое количество пива, предназначенного для местного рынка. Оно иногда встречается за пределами Китая и включает Циндао Тёмное (5,2 % алкоголя), и, более редко, — Циндао Спирулина Зелёное, также продаваемое как Циндао Зелёное (4,5 % алкоголя) — пилснер зелёного цвета, содержащий спирулину, которая считается полезной для здоровья (прим.: алкогольное содержание экспортных видов может незначительно отличаться).
Пиво Циндао долгое время рекламировалось как «сваренное на минеральной воде с источника Лаошань», что внесло вклад в его характерный вкус; тем не менее, теперь это относится только к пиву, произведенному в самом Циндао, а не к тому, что произведено на других пивоварнях компании.

## Экспортная ориентация
Пивной рынок Китая был недоразвитым до 80-х годов, поэтому пивоварня должна была сосредоточиться на иностранных рынках. Тем не менее, сосредотачиваясь на международных рынках, пивоварня также намеревалась продавать своё пиво на внутреннем рынке и состязалась как с другими внутренними производителями, так и с иностранными.
Главной экспортной компанией пивоварни была «Good Harvest of Five Grains Corporation» (Корпорация «Хороший урожай пяти злаков»), размещенная в Гонконге. Эта корпорация также продвигает на рынок Гонконга пиво своими усилиями, построив позже оптовую сеть, состоящую из порядка 300 компаний.
Пиво Циндао было представлено в США в 1972 г., став в скором времени самым продаваемым китайским пивом в США; оно удерживает лидерство в США невзирая на возрастающую конкуренцию со стороны других известных китайских пивных брендов — Чжудзян и Яньцзин. Распространение в Соединенном Королевстве и Ирландии проводится Halewood International Ltd.
Сейчас бренд Циндао продается в 62 странах и регионах мира и составляет более 50 % (80 %; 2004 г.) китайского экспорта пива.